# Malchat
Malchat (Utrecht, 8 december 1973) is een Nederlandse mentalist, trainer en 'psychologisch entertainer'. Sinds 2001 verzorgt hij presentaties en trainingen op het gebied van mnemotechniek, hypnose, leugendetectie en lichaamstaal. Malchat rekent tot zijn vaste klanten bedrijven, politiekorpsen, overheidsdiensten en onderwijsinstellingen.
In 2007 was hij als enige buitenlander betrokken bij de oprichting van Psycrets, de Britse vakorganisatie van mystery entertainers.